# Chiesa di San Giovanni Battista (Tornareccio)
La chiesa di San Giovanni Battista è sita a "San Giovanni", frazione di Tornareccio in provincia di Chieti.

## Storia

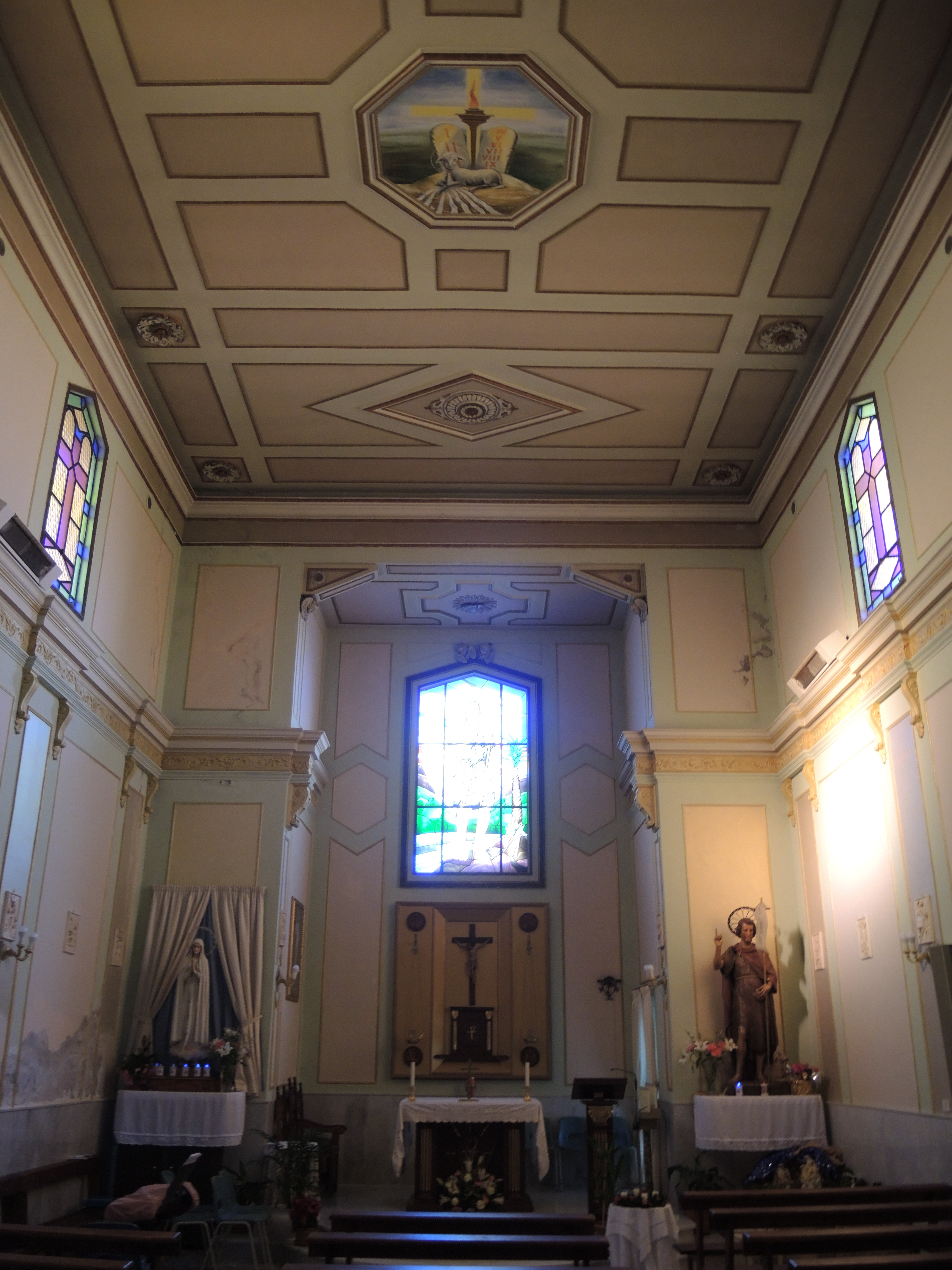
Interno

L'origine della frazione e della chiesa vanno da ascriversi al monastero benedettino di San Giovanni di Archianno, quest'ultimo sito nell'odierna contrada di Ricchiano.
Questa contrada, in epoca feudale era centro di commerci e lavori, tanto che l'imperatore, nel 1303, concesse a questa contrada l'esenzione da ogni dazio, esenzione che durò 8 giorni.
Il monastero scomparve lasciando tuttavia il culto di San Giovanni Battista.
La chiesa odierna è stata inaugurata il 4 maggio 1967, nella cui costruzione sono stati stanziati i fondi dalla Cassa per il Mezzogiorno.
La messa inaugurale è stata celebrata dall'allora arcivescovo di Vasto Monsignor Bosio con la presenza dei deputati Giuseppe Spataro, Remo Gaspari, Carlo Bottari ed esponenti della politica abruzzese e locale.
Il terreno su cui sorge la chiesa attuale è stato offerto dai sigg. Tommaso ed Altobello Iannone.

## Struttura
Del convento, ormai diruto, ne rimangono pochi resti convertiti in casa colonica.
La facciata è in stile moderno con un grosso crocifisso sopra la tettoia posta sopra l'ingresso principale.
La pianta è rettangolare e ad un'unica navata.
Il campanile, in stile romanico rurale ospita 3 campane dedicate a San Giovanni Battista, a Sant'Antonio abate ed al Concilio Vaticano II, nel cui corso è stato edificato questo campanile.

## Folklore
La statua di San Giovanni Battista è oggetto di culto e di una processione ogni 24 giugno, nel corso di questa giornata viene celebrata la festa del santo in tutta la frazione di San Giovanni di cui è anche patrono.